# Нероново (Калужская область)
Нероново — деревня в Медынском районе Калужской области России, входит в состав сельского поселения «Деревня Брюхово».

## Этимология
Ойконим происходит от имени первопоселенца Нерон — искажённой формы православного имени Мирон.

## География
Находится в северо-восточной части Калужской области, на границе Медынского и Боровского районов. Рядом деревни Павлищево, Ольховка, Новая; СНТ — Медынь, Медынь-2, Озёрное, Простор. Стоит на берегу реки Ольховки.

## История
В 1724 году на карте окрестностей Вереи Делиля обозначено как деревня Нероново Рутского (Рудского) стана Верейского уезда .
Упоминается в жалованной грамоте императрицы Елизаветы Петровны Троицко-Сергиевой Лавре «на все приписные монастыри и отчины» от 11 июня 1752 года.
В 1782 году деревня Неронова вместе селом Алемна и другим деревня принадлежала Коллегии экономии синодального правления.
По данным на 1859 год Нероново — казённая деревня Медынского уезда, расположенная по левую сторону тракта из Медыни в Верею. В ней 20 дворов и 189 жителей.
После реформ 1861 года вошла в Кременскую волость.

## Население
| 2002 | 2010 |
| ---- | ---- |
| 2    | ↘0   |

Население в 1892 году — 236 человек, в 1913 году — 266 человек.

## Инфраструктура
Личное подсобное хозяйство.

## Транспорт
Просёлочные дороги.